# Sigiswald Kuijken
Sigiswald Kuijken (Dilbeek, 16 februari 1944) is een Belgisch violist en dirigent.

## Biografie
Toen Sigiswald Kuijken een jaar of twaalf was, leerde hij de tien jaar oudere Bruggeling Ward Bovée kennen, die hem inleidde in de wereld van de literatuur (Dostojevski, Kierkegaard), van de beeldende kunst (Michelangelo) en van componisten die minder bij de Kuijkens aan bod kwamen (Bach, Josquin des Prés, Lassus, Schönberg, Stravinski).
Naast Latijns-Griekse humaniora aan het koninklijk atheneum, studeerde Kuijken viool, eerst aan de muziekschool in Brugge en daarna bij Maurice Raskin aan het Brussels Conservatorium, waar hij in 1964 afstudeerde. Kuijken was van 1964 tot 1972 lid van het Alarius-ensemble, samen met onder meer zijn broer Wieland, met wie hij op tournee trok in Europa en de Verenigde Staten. Ook werkte hij samen met andere specialisten van barokmuziek en authentieke uitvoering, zoals Gustav Leonhardt, Frans Brüggen, Anner Bylsma en Robert Kohnen. Door zelfstudie verdiepte hij zich in de bouw en speeltechnieken van oude instrumenten.
Kuijken introduceerde vanaf 1969 de authentieke speelwijze voor barokviool - zonder deze onder de kin te klemmen –, die inmiddels algemeen wordt toegepast. In 1972 richtte hij samen met Gustav Leonhardt het barokorkest La Petite Bande op. Hiermee maakte hij talloze opnames en tientallen concertreizen door Europa, Japan, Noord- en Zuid-Amerika en Australië. Hij beperkte zich echter niet tot barokmuziek, want hij trad ook op als gastdirigent bij meerdere "klassieke" orkesten.
Bij zijn bronnenstudie voor de vertolking van de cellosuites van J.S. Bach (her)ontdekte hij de viola da spalla, die hij in 2004 liet nabouwen. Dit is een vergeten solistisch basinstrument, waarvoor Johann Sebastian Bach zijn beroemde cellosuites schreef. Ook dit initiatief bracht een nieuwe ontwikkeling teweeg in de uitvoering de muziek van eind 17e, begin 18e eeuw.
In 1986 richtte Kuijken het Kuijken Strijkkwartet op met François Fernandez, zijn echtgenote Marleen Thiers en zijn broer Wieland Kuijken. Het legde zich toe op de kwartetten van de klassieke periode, alsook op kwintetten, met Ryo Terakado als eerste altviool. Opnamen van kwartetten en kwintetten van Haydn en Mozart verschenen bij Denon en Challenge Records.
Van 1971 tot 1996 was Kuijken leraar barokviool aan het Koninklijk Conservatorium van Den Haag. Sinds 1993 bekleedt hij deze functie aan het Koninklijk Muziekconservatorium te Brussel. Daarbuiten is hij sinds vele jaren een veelgevraagd gastdocent in onder meer Londen (Royal College of Music), Salamanca (Universiteit van Salamanca) en Leipzig (Musikhochschule).
Sinds 1998 dirigeert Kuijken bij gelegenheid ook "moderne" symfonieorkesten in een romantisch repertoire (Beethoven, Schumann, Brahms, Mendelssohn).

## Cantates van J.S. Bach
Als resultaat van diepgaand bronnenonderzoek door Joshua Rifkin en Andrew Parrott rond de authentieke uitvoeringswijze van Bachs cantates introduceert Sigiswald Kuijken ook belangrijke vernieuwingen bij de uitvoering van de (religieuze) muziek van Bach. De vocale bezetting beperkt hij tot een solistisch vocaal kwartet (soms door Bach zelf uitgebreid tot acht zangers) in plaats van een koor. Ook de instrumentale bezetting wordt afgeslankt, in navolging van de oorspronkelijke bezettingen.
Daardoor komt de fijne muzikale textuur en de juiste tekstdeclamatie tot zijn recht. Het resultaat wordt vastgelegd in een 17-delige cd-reeks Cantates van J.S. Bach bij Accent door La Petite Bande voor de periode 2005-2012.

## Personalia
Hij was een zoon van Nederlands technisch tekenaar Victor Louis Kuijken (Zandvoort, 1909 - Roeselare, 1997) en Juliana Filomena Germana (Jul) Hadermann (Boom, 1907 - Brugge, 2001). De ouders waren amateurmusici. Ze hadden in de jaren dertig en veertig Duitse sympathieën, vader werd daar na de Tweede Wereldoorlog voor gestraft en verloor zijn betrekking. Hij werd toen achtereenvolgens verkoper van stofzuigers en vertegenwoordiger in horloges voor de Brugse firma Gilson.
Daarentegen was de grootvader van de gebroeders Kuijken, Willem Kuijken (Haarlem, 1876 - Oranienburg, 1945), die het gezin naar Dilbeek in België bracht en waar hij walser en graveerder was, vanaf 1940 actief in het verzet in Hilversum. Hij werd opgepakt en overleed op 15 februari 1945 in het concentratiekamp Sachsenhausen in Oranienburg (Saksen).
De Duitse sympathieën van het echtpaar Victor Kuijken hadden vooral te maken met hun liefde voor de muziek van Richard Wagner, terug te vinden in de voornamen van sommige van hun kinderen: beeldend kunstenaar Oswald Kuijken, cellist Wieland Kuijken, ecoloog prof. dr. Eckhart Kuijken, violist Sigiswald Kuijken, fluitist Barthold Kuijken, en scheikundige Arnout Kuijken.
Sigiswald trouwde in 1966 met violiste Marleen Thiers, leerlinge van Arthur Grumiaux en Maurice Raskin aan het Brussels conservatorium. Zij kregen drie dochters, Sara, Veronica en Marie, en adopteerden een jongen en een meisje uit Korea.
De familie Kuijken was een vrijzinnig gezin, maar Sigiswald liet zich dopen op zijn tweeëntwintigste, naar aanleiding van zijn huwelijk. Samen met zijn echtgenote was hij een regelmatige pelgrim naar Sint-Jacob van Compostella en schreef hierover met haar een boek.

## Onderscheidingen
- Op 2 februari 2007 kreeg Kuijken een eredoctoraat van de Katholieke Universiteit Leuven met een laudatio door prof. Nuttin.
- Op 2 februari 2009 werd hij de laureaat van de Prijs van de Vlaamse Gemeenschap voor Algemene Culturele Verdienste.
- In 2012 ontving hij de ANV-Visser Neerlandiaprijs.
- In 2015 ontving hij de Gouden Penning van de Koninklijke Vlaamse Academie van België voor Wetenschappen en Kunsten.
- Op 30 januari 2016: de Klara Carrièreprijs 2015, Kuijken is de vijftiende laureaat die deze prijs krijgt van de Vlaamse klassieke radiozender.
- In 2016 ontving hij de Carrièreprijs (Caecilia Prijzen) van de Vereniging van de Belgische Muziekpers.